# Nanorana sichuanensis
Nanorana sichuanensis es una especie de anfibios de la familia Dicroglossidae.

## Distribución geográfica
Es endémica de la provincia de Sichuan (China), al norte del río Yangtsé.

## Estado de conservación
Se encuentra amenazada por la pérdida de su hábitat natural.